# براد دي (سياسي)
براد دي هو محامي وسياسي أمريكي، ولد في 20 ديسمبر 1933 في تشارلستون في الولايات المتحدة، وتوفي في 1 يوليو 2018 في ريدجلاند في الولايات المتحدة بسبب فشل تنفسي. نشط حزبياً في الحزب الديمقراطي. وقد انتخب أمين صندوق الدولة ‏ وانتخب وزير مالية ميسيسيبي ‏ وانتخب نائب حاكم ميسيسيبي ‏.